# Creobroter discifera
Creobroter discifera es una especie de mantis de la familia Hymenopodidae.

## Distribución geográfica
Se encuentra en la isla de Java (Indonesia).